# Utopia (Goldfrapp-låt)
"Utopia" är en låt av den brittiska electronicaduon Goldfrapp, utgiven som den andra singeln från gruppens debutalbum Felt Mountain från år 2000. Singeln släpptes den 16 oktober 2000.
"Utopia (Genetically Enriched)" är en nyversion av låten som Goldfrapp producerade under 2001 och gav ut på singel den 11 juni samma år. Denna version blev duons listdebut på den brittiska singellistan, där den gick in på plats 62. B-sidan till denna singel är en tolkning av Olivia Newton-John-låten "Physical".

## Musikvideo
Videon till låten regisserades av Dylan Kendle.

## Låtlistor och format

### Originalutgåvan
CD-singel / 12"
1. "Utopia" (Original mix) – 4:18
2. "Utopia" (New Ears mix) – 3:10
3. "Utopia" (Sunroof mix) – 7:40

Officiella remixer
1. "Utopia" (Sunroof mix radio edit) – 4:15
2. "Utopia" (DNA mix) – 4:20
3. "Utopia" (Plaid mix) – 4:42

### Utopia (Genetically Enriched)
Brittisk CD1 (CDMUTE264)
1. "Utopia (Genetically Enriched)" – 3:49
2. "U.K. Girls (Physical)" – 4:48
3. "Human" (live at the Ancienne Belgique) – 4:44

Brittisk CD2 (LCDMUTE264)
1. "Utopia" (Jori Hulkkonen remix) – 6:12
2. "Utopia" (Tom Middleton Cosmos Vocal) – 8:16
3. "Utopia" (Tim Wright remix) – 5:09

Brittisk 12" (12MUTE264)
1. "Utopia" (Tom Middleton Cosmos Acid Vocal)
2. "Utopia" (Jori Hulkkonen remix)
3. "Utopia" (Tim Wright remix)

Amerikansk EP
1. "Utopia (Genetically Enriched)" – 3:49
2. "UK Girls (Physical)" – 4:48
3. "Human" (Live at the Ancienne Belgique) – 4:44
4. "Human" (Calexico vocal) – 4:47
5. "Utopia" (Jori Hulkkonen remix) – 6:15
6. "Utopia" (Tom Middleton's Cosmos vocal) – 8:15
7. "Utopia" (Tim Wright remix) – 5:09
8. "Utopia" (Sunroof mix) – 7:39

Officiella remixer
1. "Utopia" (Tom Middleton's Cosmos Acid dub) – 7:19 [4]
2. "Shifting Utopia" (Pulsar vs Goldfrapp) [5]

## Medverkande
- Alison Goldfrapp – sång, bakgrundssång, keyboard, låtskrivare, producent, design
- Will Gregory – synthesizer, keyboard, låtskrivare, producent
- Steve Claydon – synthesizer
- Nick Batt, Chris Weston – ytterligare programmering
- Mary Scully – kontrabas
- Tony Orrell – trummor
- Alexander Balanescu, Sonia Slany – fiol
- Nick Barr – altfiol
- Nick Cooper – cello
- John Dent – mastering[6]

## Listplaceringar
| Låtversion             | Lista (2001)           | Högsta position |
| ---------------------- | ---------------------- | --------------- |
| "Genetically Enriched" | Brittiska singellistan | 62              |